# 冰菓音樂作品
冰菓音樂作品是《冰菓》的相關音樂CD系列。全部由Lantis發行。

## 角色歌曲

### 那個沉睡的約定
2012年5月23日発売。表題曲「那個沉睡的約定」為電視動畫《冰菓》選用的前半季片尾主題曲。主唱由千反田愛瑠的聲優佐藤聰美、伊原摩耶花的聲優茅野愛衣擔任。
CD封面插圖方面，由動畫製作公司京都動畫繪製，以千反田愛瑠、伊原摩耶花當封面人物。
主要成績
2012年6月4日獲得Oricon公信榜單曲排名第31名。0.4萬張的初始銷售量紀錄。及5月22日的日榜第21名最高排名記錄。並在2012年6月4日獲得Billboard JAPAN Hot Singles Sales的第29名，還有2012年6月2日的音樂情報節目COUNT DOWN TV「This Week's TOP 100」的第80名。
評價
CD Journal給這首表題曲的評語是「這首以和聲加上兩人輪流對唱形成特色的敘事曲，聽了讓人身心療癒然後舒適好眠地進入夢鄉」，至於B面歌曲則以「充滿'80年代Pop Taste曲風」作評語。
收錄歌曲
所有歌曲由兒玉沙織作詞。
1. 那個沉睡的約定（まどろみの約束）[4:27]
  - 作曲、編曲：岡本健介
  - 千葉電視台等UHF電視動畫《冰菓》前半季片尾主題曲

2. 談浪漫還太早（ロマンスはまだ早い）[3:48]
  - 作曲：渡邊翔，編曲：酒井陽一

3. 那個沉睡的約定（Inst.）
4. 談浪漫還太早（Inst.）

### 與你有關的謎團
2012年8月22日発売。表題曲「與你有關的謎團」為電視動畫《冰菓》選用的後半季片尾主題曲。主唱同樣繼續由千反田愛瑠的聲優佐藤聰美、伊原摩耶花的聲優茅野愛衣擔任。
CD封面插圖方面，由動畫製作公司京都動畫繪製，以千反田愛瑠、伊原摩耶花當封面人物。
2012年9月3日獲得Oricon公信榜單曲排名第30名。0.3萬張的初始銷售量紀錄。及8月21日的日榜第21名最高排名記錄。並在2012年9月3日獲得Billboard JAPAN Hot Singles Sales的第25名、Billboard JAPAN Hot Animation的第19名，還有2012年9月1日的音樂情報節目COUNT DOWN TV「This Week's TOP 100」的第49名。
收錄歌曲
所有歌曲由兒玉沙織作詞。
1. 與你有關的謎團（君にまつわるミステリー）[4:16]
  - 作曲、編曲：高田曉
  - 千葉電視台等UHF電視動畫《冰菓》後半季片尾主題曲
  - 歌曲內容是以Cute Pop路線的偵探歌曲作主題。

2. Fade in/out（フェードin/out）[4:15]
  - 作曲：高阪昌至，編曲：佐佐木裕

3. 與你有關的謎團（Inst.）
4. （Inst.）

### 古籍研究社的屈託 主題歌曲CD
2012年6月27日發行。收錄的內容為網路廣播『古籍研究社的屈託』的主題歌曲。在這之中，第1首「一緒」當片頭主題曲使用，第2首「僕」當片尾主題曲使用。主唱由千反田愛瑠的聲優佐藤聰美、福部里志的聲優阪口大助擔任。
CD封面插圖方面，由動畫製作公司京都動畫繪製，以千反田愛瑠、福部里志當封面人物。
2012年7月9日獲得Oricon公信榜單曲排名第137名。
收錄歌曲
所有歌曲由兒玉沙織作詞。
1. 一緒 [4:22]
  - 作曲、編曲：山田高弘
  - 網路廣播『古籍研究社的屈託』片頭主題曲
  - 好奇心溢曲。

2. 僕 [4:13]
  - 網路廣播『古籍研究社的屈託』片尾主題曲

3. 一緒（Inst.）
4. 僕（Inst.）

## 廣播劇CD
總計2張，分別在2012年8月22日和2012年10月10日發行。CD封面插圖方面，由動畫製作公司京都動畫繪製，以折木奉太郎、千反田愛瑠、福部里志、伊原摩耶花、入須冬實、遠垣內將司、十文字等人當Vol.1的封面人物。
排名成績
Vol.1於2012年9月3日獲得Oricon公信榜專輯排名第59名。0.1萬張的初始銷售量紀錄。並在2012年9月3日登上Billboard JAPAN Top Albums的第45名。
收錄內容
1. Vol.1 LACA-15227
  1. 中二病的四名家 [4:51]
  2. 入須先輩、話:1 [1:51]
  3. 奉太郎里志店員（前半） [5:29]
  4. 入須先輩、話:2 [1:29]
  5. 世界劇場  [14:22]
  6. 入須先輩、話:3 [2:56]
  7. 貴手紙 [7:15]

2. Vol.2 LACA-15242
  1. 安城原作
  2. 奉太郎里志店員（後半）
  3. 漫研頑固者
  4. 古典部…
  5. 『コ』のつくものを用意しろ
  6. 披露目

## DVD／BD特典CD
2012年8月至10月依序其次發行，以特典CD方式收錄在Blu-ray&DVD限定盤，內容有原聲帶、原聲廣播劇、網路廣播『古籍研究社的屈託』Digest音源。全11卷。
第1卷
1. 幕間劇（一）『屈託高』
  - 配音員：中村悠一、佐藤聰美、阪口大助

2. 幕間劇（二）『古典部』
  - 配音員：中村悠一、佐藤聰美

3. 無伴奏組曲 第一番
4. 無伴奏組曲 第一番 ～チェロ～
5. 薔薇色世界扉
6. 灰色省
7. 廣播「古籍研究社的屈託」～Digest 01～

第2卷
1. 幕間劇（三）『摩耶花入部』
  - 配音員：中村悠一、茅野愛衣

2. 幕間劇（四）『部員獲得議』
  - 配音員：中村悠一、佐藤聰美、阪口大助、茅野愛衣

3. G線上
4. 薔薇花舞
5. 心生疑問種
6. 心寂平和
7. 廣播「古籍研究社的屈託」～Digest 02～

第3卷
1. 幕間劇（五）『伯父還』
  - 配音員：中村悠一、佐藤聰美、中博史

2. 幕間劇（六）『大罪犯』
  - 配音員：中村悠一、佐藤聰美、阪口大助、茅野愛衣

3. 好奇心進行形
4. 思考回路彷徨
5. 妄想長少女
6. 廣播「古籍研究社的屈託」～Digest 03～

第4卷
1. 幕間劇（七）『……』
  - 配音員：中村悠一、佐藤聰美

2. 幕間劇（八）『試間違』
  - 配音員：中村悠一、佐藤聰美、阪口大助、茅野愛衣、尤加奈

3.  月光 第一章
4. 裏腹的況
5. 曇空心地
6. 曇灰色重即憂鬱
7. 廣播「古籍研究社的屈託」～Digest 04～

第5卷
1. 幕間劇（九）『本教材』
  - 配音員：中村悠一、佐藤聰美、阪口大助、茅野愛衣、阿部敦

2. 幕間劇（一〇）『本真意』
  - 配音員：中村悠一、尤加奈

3.  月光 第三章
4. 怠惰正義
5. 不信配
6. 苦味
7. 廣播「古籍研究社的屈託」～Digest 05～

第6卷
1. 幕間劇（十一）『愚者』
  - 配音員：中村悠一、雪野五月

2. 幕間劇（十二）『限仕組例作』
  - 配音員：中村悠一、佐藤聰美、阪口大助、茅野愛衣

3. 自主制作的
4. 自主制作的
5. 自主制作的
6. 論究迷路
7. 上向
8. 廣播「古籍研究社的屈託」～Digest 06～

第7卷
1. 幕間劇（十三）『大』
  - 配音員：中村悠一、佐藤聰美、阪口大助

2. 幕間劇（十四）『省』
  - 配音員：中村悠一、佐藤聰美、阪口大助、茅野愛衣

3. 道化況
4. 不明瞭性質伴時間
5. 伴
6. 況衝
7. 廣播「古籍研究社的屈託」～Digest 07～

第8卷
1. 幕間劇（十五）『遠垣喜』
  - 配音員：佐藤聰美、置鮎龍太郎

2. 幕間劇（十六）『最後手段』
  - 配音員：中村悠一、佐藤聰美、阪口大助、茅野愛衣

3. Dance of ice cream
4. Traditional magic show
5. 炎料理人、見！ ～並～
6. 炎料理人、見！ ～速～
7. 廣播「古籍研究社的屈託」～Digest 08～

第9卷
1. 幕間劇（十七）『十文字予行演習』
  - 配音員：中村悠一、阪口大助、茅野愛衣、福山潤

2. 幕間劇（十八）『小木先生好』
  - 配音員：中村悠一、佐藤聰美、遊佐浩二

3. 放送部
4. 放送部
5. 向
6. 確固分析表
7. 一徹
8. 廣播「古籍研究社的屈託」～Digest 09～

第10卷
1. 幕間劇（十九）『推論達人？』
  - 配音員：中村悠一、佐藤聡美、中博史

2. 幕間劇（二十）『巫女神通力』
  - 配音員：中村悠一、佐藤聡美、早見沙織

3. 風雲急、風雲急
4. 詩情空
5. 霧包世界
6. 息混
7. 平日返
8. 解決暗然
9. 廣播「古籍研究社的屈託」～Digest 10～

第11卷
1. 幕間劇（二十一）『手作事件』
  - 配音員：佐藤聰美、茅野愛衣、中村悠一

2. 幕間劇（二十二）『情熱生雛祭』
  - 配音員：中村悠一、佐藤聰美、阪口大助、茅野愛衣

3. 心秋空
4. 男女間流美空
5. 思考中毒
6. 回頭
7. 見上空爽
8. 妄想長少女、再
9. 生雛
10. 廣播「古籍研究社的屈託」～Digest 11～

## 外部連結
- Lantis官方網站的歌曲介紹頁面（页面存档备份，存于） （日語）
  - 那個沉睡的約定（页面存档备份，存于） （日語）
  - 與你有關的謎團（页面存档备份，存于） （日語）
  - 古籍研究社的屈託 主題歌曲CD（页面存档备份，存于） （日語）
  - 電視動畫『冰菓』廣播劇CD1（页面存档备份，存于） （日語）
  - 電視動畫『冰菓』廣播劇CD Vol.2（页面存档备份，存于） （日語）